# ファラデーケージ

ファラデーケージ

ファラデーケージ（英語: Faraday cage）とは、導体に囲まれた空間、またはそのような空間を作り出すために用いられる導体製の籠や器そのものを指す。

## 原理
導体に囲まれた内部には電気力線が侵入できないため、外部の電場が遮られ、内部の電位は全て等しくなる。また、内部に電荷を持ち込むと、電荷はファラデーケージの表面に分布しようとするため、ファラデーケージの側に移動する。
ファラデーケージは1836年に物理学者マイケル・ファラデーが初めて用いたことに因む。ファラデーの籠、ファラデーシールド（Faraday shield）とも呼ばれる。

## 応用

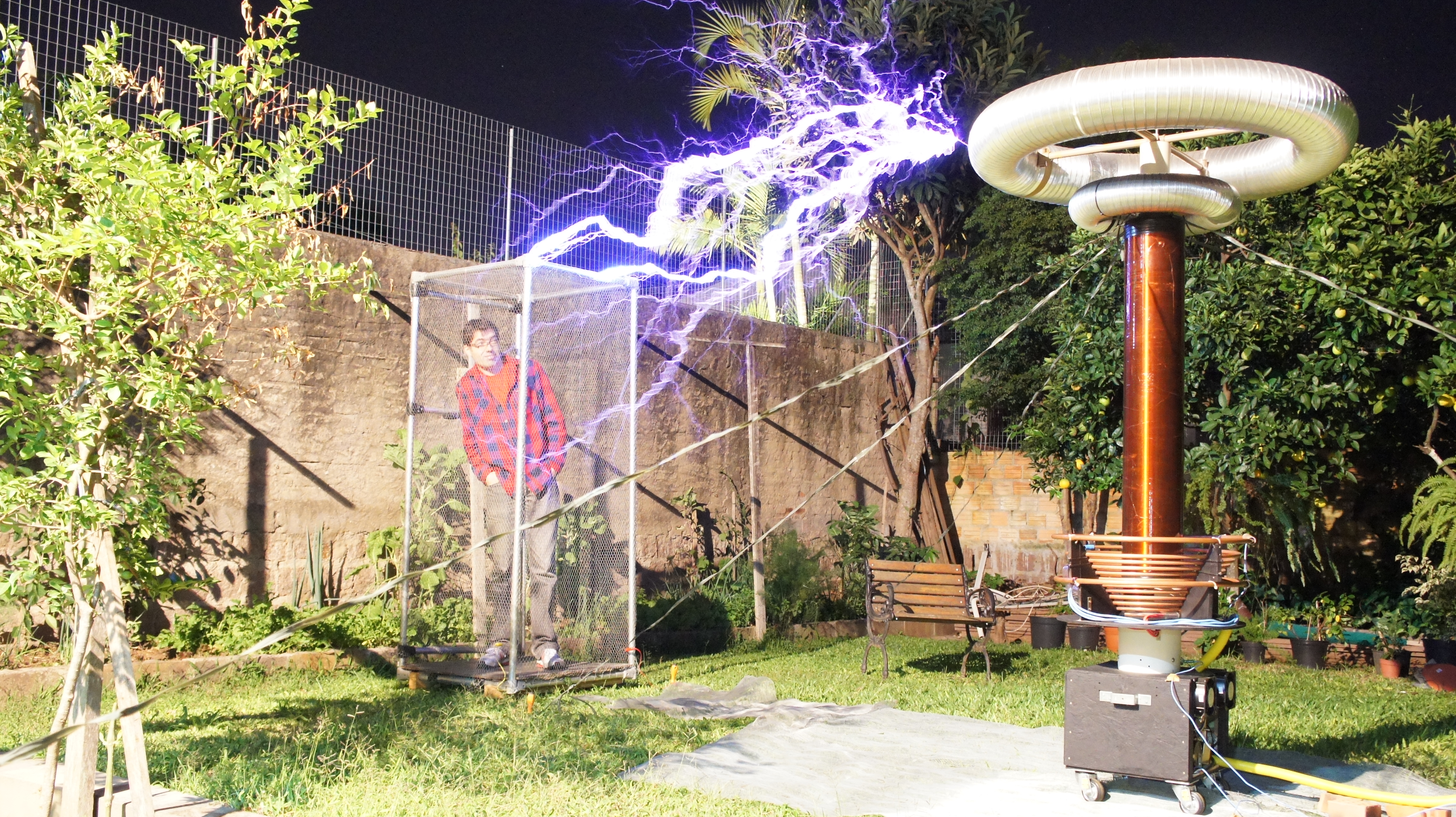
テスラコイルとファラデーケージのパフォーマンス

### 電磁波対策
ファラデーゲージは電磁波ノイズなどからの電子機器の防御といった外部電磁波の遮断、また電磁波の内部からの漏洩の遮断にも利用される。

### 帯電電荷の測定
ファラデーケージを使った測定法（ファラデーケージ法）は、絶縁物も含め、液体、粉体、微小部品などの電荷の測定に用いられる。

### 静電塗装
静電塗装においては、コロナ電極から被塗物への電気力線の粗密から、凸部に塗料付着量が多く、凹部に塗料付着量が少なくなるファラデーケージ効果が生じることが知られている。

### 避雷及び雷制御
落雷時の避難施設など避雷設備に用いられる。実際の構造物ではケーブルなどを引き込んでいる施設が多く、内部にサージ電流が侵入して電位が生じるような状態（ファラデーホール）への対策が必要となる。
雷制御ではファラデーケージで囲った耐雷ドローンを利用することで雷撃を安全な場所へ導く研究開発が行われている。